# The Best Day (bài hát của Taylor Swift)
"The Best Day" là một bài hát do ca sĩ-nhạc sĩ sáng tác ca khúc người Mỹ Taylor Swift viết và thu âm cho album phòng thu thứ hai của cô, Fearless (2008). Sau vụ tranh chấp quyền sở hữu tác phẩm của Taylor Swift năm 2019, cô thu âm lại bài hát với tựa đề "The Best Day (Taylor's Version)" cho album thu âm lại Fearless (Taylor's Version) (2021).

## Nhân sự

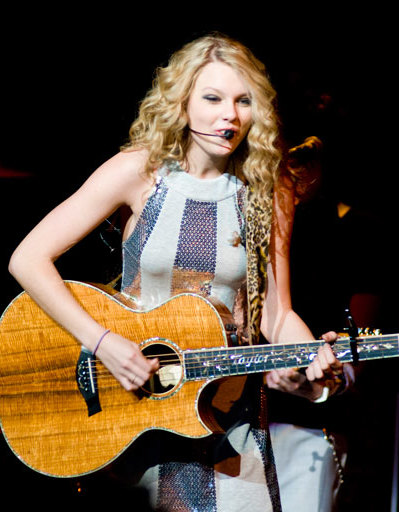
Swift sáng tác "The Best Day" trong khi lưu diễn vào mùa hè năm 2008 và thu âm bí mật để tạo bất ngờ cho mẹ cô vào Giáng sinh.

"The Best Day" (2008)
- Taylor Swift – sáng tác, sản xuất
- Nathan Chapman – sản xuất
- Drew Bollman – trợ lý hòa âm
- Chad Carlson – kỹ sư thu âm
- Justin Niebank – hòa âm

"The Best Day (Taylor's Version)" (2021)
- Taylor Swift – sáng tác, sản xuất, giọng ca chính
- Christopher Rowe – thu âm giọng hát, sản xuất
- Matt Billingslea – trống
- Derek Garten – kỹ sư hỗ trợ
- Serban Ghenea – hòa âm
- John Hanes – kỹ sư
- Amos Heller – guitar bass
- Mike Meadows – guitar acoustic
- David Payne – thu âm
- Lowell Reynolds – trợ lý kỹ sư thu âm

## Bảng xếp hạng
| Bảng xếp hạng (2008–2009)                         | Vị trí cao nhất |
| ------------------------------------------------- | --------------- |
| Hoa Kỳ Bubbling Under Hot 100 Singles (Billboard) | 3               |
| Hoa Kỳ Hot Country Songs (Billboard)              | 56              |

| Bảng xếp hạng (2021)                              | Vị trí cao nhất |
| ------------------------------------------------- | --------------- |
| Hoa Kỳ Bubbling Under Hot 100 Singles (Billboard) | 19              |
| Hoa Kỳ Hot Country Songs (Billboard)              | 45              |

## Chứng nhận
| Quốc gia                                                    | Chứng nhận | Số đơn vị/doanh số chứng nhận |
| ----------------------------------------------------------- | ---------- | ----------------------------- |
| Hoa Kỳ (RIAA)                                               | Vàng       | 500.000‡                      |
| ‡ Chứng nhận dựa theo doanh số tiêu thụ và phát trực tuyến. |            |                               |